# Quinta-feira Sangrenta

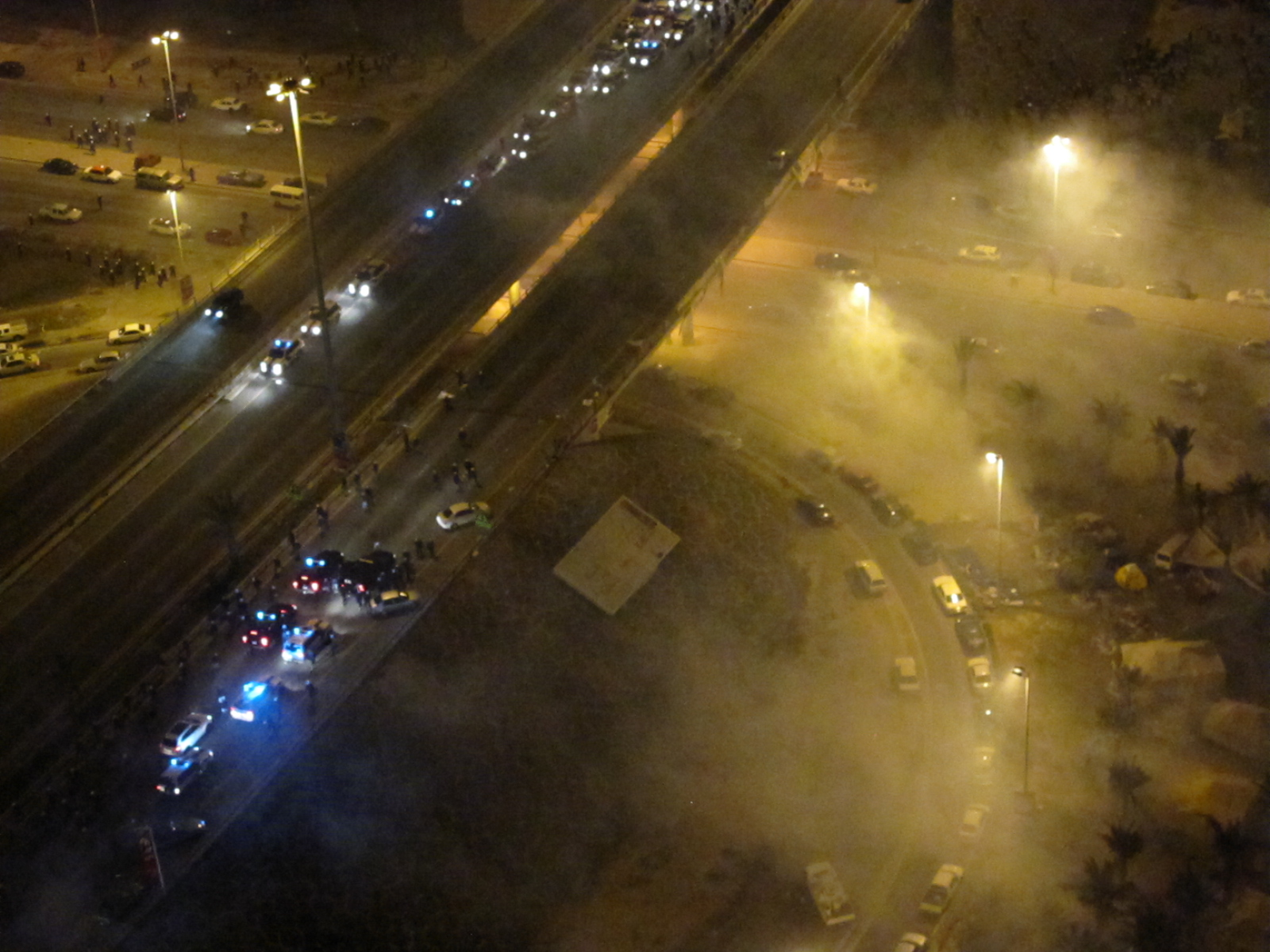
A polícia de choque dispara gás lacrimogêneo de cima de um viaduto enquanto outros se movem de baixo em direção à rotatória de Pearl

Quinta- feira Sangrenta (em árabe: خميس البحرين الدامي) é o nome dado pelos manifestantes do Bahrein a 17 de fevereiro de 2011, no quarto dia da revolta do Bahrein como parte da Primavera Árabe. As forças de segurança do Bahrein lançaram um ataque antes do amanhecer para limpar a Rotatória de Pearl em Manama dos manifestantes acampados lá, a maioria dos quais estava dormindo em tendas no momento; quatro foram mortos e cerca de 300 feridos. O evento levou alguns a exigir ainda mais reformas políticas do que antes, pedindo o fim do reinado do rei Hamad bin Isa Al Khalifa.
A liberação foi descrita por testemunhas como sendo brutal e repentina. Nuvens de gás lacrimogêneo cobriram a área e saraivadas de tiro foram disparadas contra aqueles que se recusaram a se retirar. Médicos, ambulâncias e um jornalista também foram atacados. Confrontos esporádicos eclodiram no Bahrein horas após o ataque. Durante a tarde, a Guarda Nacional e o Exército mobilizaram veículos blindados, tanques, mais de 50 veículos blindados de transporte de pessoal e montaram postos de controle nas ruas de todo o país. Os manifestantes então se refugiaram no Complexo Médico Salmaniya e continuaram suas agitações; milhares deles gritavam "Abaixo o rei, abaixo o governo".
O governo do Bahrein acusou os manifestantes de atacar as forças de segurança, 50 dos quais sofreram ferimentos, e insistiu que uma ação foi necessária para tirar o Bahrein da "beira de um abismo sectário". Mas os partidos de oposição descartaram o relato do governo como uma "jogada boba", descreveram a invasão como um "massacre hediondo" e apresentaram suas renúncias da câmara baixa do Parlamento.
Internacionalmente, os Ministros das Relações Exteriores do Conselho de Cooperação do Golfo expressaram sua solidariedade ao governo do Bahrein e seu apoio às medidas tomadas. As Nações Unidas, a União Européia e os Estados Unidos, por outro lado, expressaram sua profunda preocupação e pesar pela violência usada contra os manifestantes. O governo do Reino Unido anunciou que, à luz da agitação, revogaria algumas licenças de exportação de armas para o Bahrein. Vários grupos internacionais de direitos humanos e observadores independentes criticaram a repressão do governo.

## Vítimas

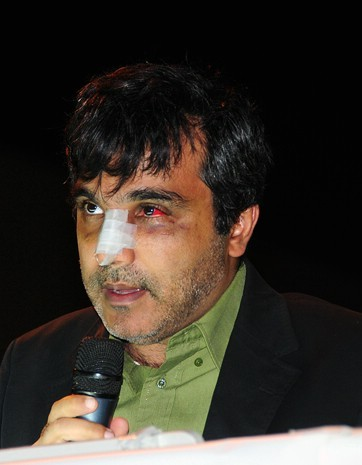
Cirurgião plástico Sadiq Alekry fazendo um discurso, duas semanas após sua lesão

Mais de 300 pessoas ficaram feridas durante o ataque, incluindo mulheres e crianças; alguns deles em estado crítico. Manifestantes feridos foram levados para o Complexo Médico de Salmaniya, muitos deles com membros quebrados e feridas abertas. Quatro indivíduos foram mortos pela polícia usando espingardas, à queima-roupa. Enquanto dois deles foram baleados nas costas, outro manifestante foi baleado na coxa e posteriormente morreu no SMC; o quarto foi baleado na cabeça mais tarde e morreu instantaneamente. Pelo menos 25 000 pessoas participaram do cortejo fúnebre, que foi realizado em Sitraem 18 de fevereiro para os três manifestantes.